# Elias Ammerbach
Elias Ammerbach, nemški poznorenesančni organist in aranžer, * 1530, Naumburg, † 29. januar 1597, Leipzig.
Ammernach je bil izobražen na Univerzi v Leipzigu, nato pa je deloval kot organist v cerkvi sv. Tomaža.